# ジェノヴァ・サンピエールダリーナ駅
ジェノヴァ・サンピエールダリーナ駅（ジェノヴァ・サンピエールダリーナえき、イタリア語: Stazione di Genova Sampierdarena）はイタリアリグーリア州ジェノヴァ県ジェノヴァにある、レーテ・フェッロヴィアーリア・イタリアーナ（RFI）の鉄道駅。

## 概要
イタリア・ジェノヴァにおいてジェノヴァ・プリンチペ広場駅、ジェノヴァ・ブリニョール駅に次いで第3の鉄道駅。駅舎内の商業テナントエリアはセントスタチオーニが管理しており、駅のランクはゴールドである。

## 歴史
1853年にトリノ＝ジェノヴァ線の開通とともに駅が開業した。
その後、ジェノヴァ＝ヴェンティミーリア線やアスティ＝ジェノヴァ線が当駅に接続するのに伴い駅が拡張され、ジャンクション駅に変貌していった。

## 駅構造

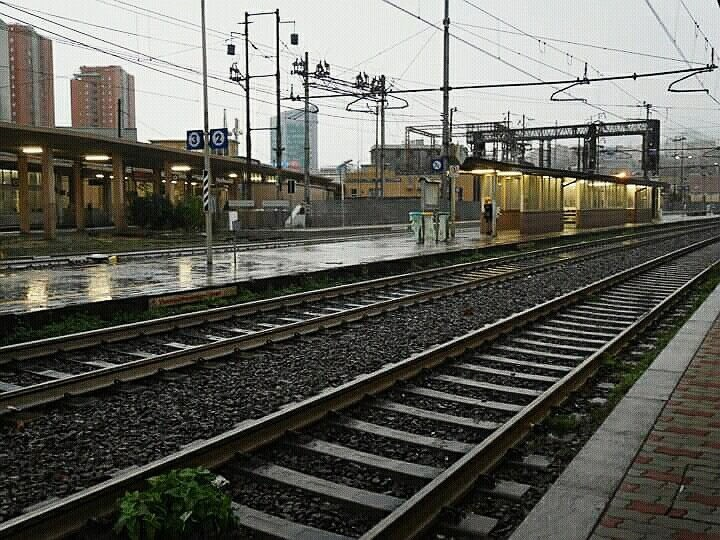
トリノ＝ジェノヴァ線・アスティ＝ジェノヴァ線ホーム

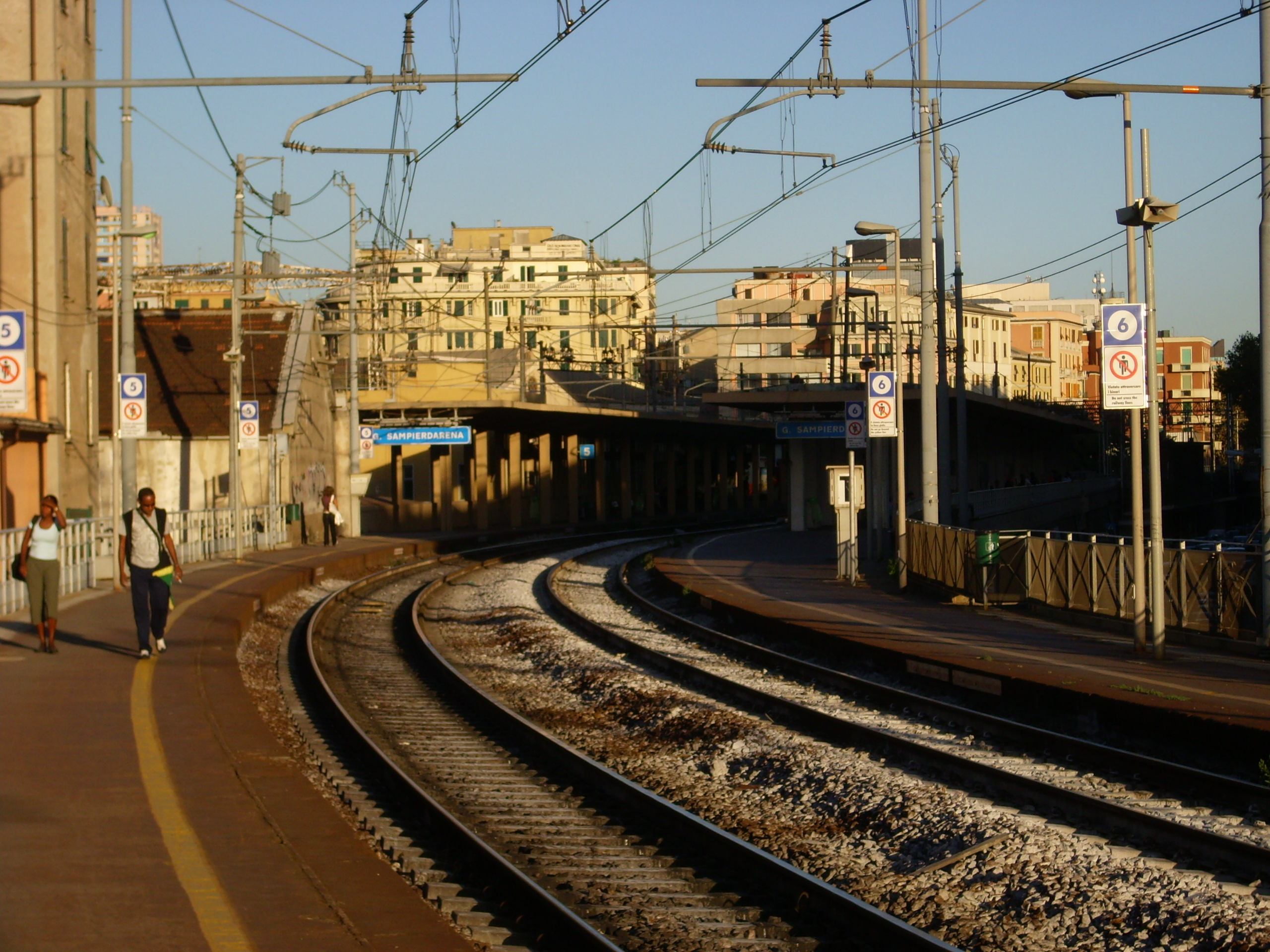
ジェノヴァ＝ヴェンティミーリア線ホーム

トリノ＝ジェノヴァ線・アスティ＝ジェノヴァ線ホームが相対式ホーム（それぞれ1・4番のりば）の間に島式ホーム1面（2・3番のりば）がある計3面4線、ジェノヴァ＝ヴェンティミーリア線ホームが相対式ホーム（5・6番のりば）2面2線を有する高架駅である。トリノ＝ジェノヴァ線・アスティ＝ジェノヴァ線ホームとジェノヴァ＝ヴェンティミーリア線ホームは並行しておらず、上空から見ると「人」の形状になっている。
今後、駅にエレベータ・防風壁の設置・ホーム屋根の延長設置の計画がある。

## 利用状況
年間約700万人の乗客が駅を利用している。